# Flygod
FLYGOD è il primo album del rapper statunitense Westside Gunn, pubblicato nel 2016. Partecipano all'album, tra gli altri, Action Bronson, Benny, Conway, Danny Brown, Roc Marciano e Skyzoo. In qualità di produttori sono presenti Apollo Brown, Roc Marciano, Statik Selektah e The Alchemist.

## Tracce
1. Dunks (featuring Conway) – 4:05 – Daringer
2. Gustavo (featuring Keisha Plum) – 4:42 – Daringer
3. Shower Shoe Lords (featuring Benny) – 4:30 – Daringer
4. Vivian at the Art Basel (featuring Your Old Droog) – 4:40 – Camouflage Monk
5. Hall – 1:44 – Roc Marciano
6. Free Chapo (featuring Conway) – 2:38 – Daringer
7. Over Gold (featuring Meyhem Lauren) – 2:43 – Daringer
8. Bodies on Fairfax (featuring Danny Brown) – 3:17 – Daringer
9. Chine Gun – 2:36 – Daringer
10. King City (featuring Mach-Hommy & DJ Qbert) – 3:36 – Tha God Fahim
11. Omar's Coming (featuring Roc Marciano & Conway) – 2:37 – Daringer
12. Mr. T – 3:26 – Apollo Brown
13. 50 Inch Zenith (featuring Skyzoo) – 2:58 – Statik Selektah
14. Sly Green Skit – 1:04
15. 55 & A Half – 3:33 – Daringer
16. Albright Knox (featuring Chase Deniro) – 3:29 – Daringer
17. Dudley Boyz (featuring Action Bronson) – 2:02 – The Alchemist
18. Outro (featuring Bro AA Rashid) – 4:22 – Camouflage Monk